# Stuttgart-Feuerbach (stacja kolejowa)
Stuttgart-Feuerbach – stacja kolejowa w Stuttgarcie, w kraju związkowym Badenia-Wirtembergia, w Niemczech. Znajdują się tu 3 perony.